# Romagnesiella
Romagnesiella Contu, Matheny, P.-A. Moreau, Vizzini & A. de Haan – rodzaj grzybów z rzędu pieczarkowców (Agaricales). W Polsce występuje Romagnesiella clavus (podany jako Galerina clavus).

## Charakterystyka
Matheny i inni wprowadzili Romagnesiella jako nowy rodzaj, aby pomieścić Galerina clavus będący typem nomenklatorycznym tego rodzaju. Jest on często mylony z innymi gatunkami występującymi w tym samym środowisku, takimi jak hełmówka murawowa, Psilocybe pratensis lub Tubaria spp. Przedstawiciele rodzaju Romagnasiella występują w kilku siedliskach, w tym na podłożach wapiennych, bogatych w minerały, piaszczystych i aluwialnych w siedliskach pionierskich lub zaburzonych w Europie i Afryce Północnej.

## Systematyka i nazewnictwo
Pozycja w klasyfikacji według Index Fungorum: Crassisporiaceae, Agaricales, Agaricomycetidae, Agaricomycetes, Agaricomycotina, Basidiomycota, Fungi.
Takson utworzyli w 2014 r. Marco E. Contu, P.B. Matheny, P.-A. Moreau, A. Vizzini i A. de Haan. Jego nazwą uczcili mykologa Henri Charles Louis Romagnesi.
Gatunki:
- Romagnesiella campestris Musumeci 2021
- Romagnesiella clavus (Romagn.) Contu, Matheny, P.-A. Moreau, Vizzini & A. de Haan 2014
- Romagnesiella sanctae-christinae Contu & P.-A. Moreau 2014

Nazwy naukowe na podstawie Index Fungorum.